# Бенгалски тигар
Бенгалски тигар или краљевски бенгалски тигар (лат. Panthera tigris tigris), је подврста тигра који живи у Бангладешу и индијској држави Западни Бенгал, али се може наћи и у монсунским шумама Бутанa, Бурме, Непалa и Кине. Његово крзно је наранџасто-смеђе боје са црним пругама.

## Физичке особине
Мужјаци бенгалског тигра су дуги од 2,7 m до 3,1 m и тешки су од 150 до 220 kg. Максимална дужина њихове лобање је од 309 mm до 338 mm. Просечни мужјак тигра је дуг око 2,9 m и тежак око 190 kg.
Женке бенгалског тигра су дуге од 2,4 m до 2,65 m и тежи од 100 до 150 kg. Максимална дужина лобање женки је од 275 mm до 311 mm. Просечна женка бенгалског тигра је дуга 2,5 m и тешка је 130 kg.
Бенгалски тигрови имају једне од најдужих очњака међу свих мачака, отприлике 7,16 cm код великих примерака.

## Исхрана и лов
Територија на којој лови један тигар може да буде већа од 30 km² за једног мужјака. Тигрови лове пре свега ноћу, плен нападају са стране или од позади. Најчешће нападају младе и старе животиње које пружају мањи отпор. Мање животиње убијају тако што их уједају за врат, а веће тако што их уједају за грло и гуше их. Њихови главни пленови су дивље свиње, говеда и више врста јелена. Њихови пленови варирају од 30 до 300 kg.

## Размножавање
Бенгалски тигрови се најчешће размножавају у пролеће. Мужјак напушта своју територију и одлази у територију суседне женке. Током тог периода женка је плодна само три до седам дана. После парења мужјак се враћа на своју територију и не учествује у узгајању младих. Петнаест недеља касније женка доноси на свет два до четири младунчета који су слепи током првих десет дана. Мајка их доји првих осам недеља, а затим им доноси мање животиње да једу. Са шест месеци она их оставља саме по неколико дана док лови, а када мало порасту води их са собом. Са једанаест месеци могу сами да лове, а са шеснаест месеци су довољно јаки да би нападали веће животиње. Млади тигрови остају са својом мајком две до три године, док она не постане поново спремна да се пари.

## Популација
1904. популација бенгалских тигрова је износила 40.000 до 50.000 јединки. 1972. њихов број је пао на 1.850. Захваљујући програму за заштиту, њихов број се попео на 4.000 1984. 2005. њихов број је износио 4.580; од тога у Индији 3.500 до 3.700 плус 332 у зоолошким вртовима, 300 до 440 у Бангладешу, 150 до 220 у Непалу, 50 до 140 у Бутану, и 30 до 35 у Кини.

## Да ли сте знали?
- Незасити тигар може годишње да улови и до тридесет бивола.
- Гласна рика тигра се чује на раздаљини и до два километра.
- Одрасли тигар може за ноћ да поједе тридесет један килограм меса.
- Тигар може да скочи девет метара у даљину.